# Cecilioides raddei
Cecilioides raddei is een slakkensoort uit de familie van de Ferussaciidae. De wetenschappelijke naam van de soort is voor het eerst geldig gepubliceerd in 1879 door O. Boettger.